# Club Penya Encarnada d'Andorra
El Club Penya Encarnada d'Andorra es un equipo de fútbol de Andorra de la parroquia de Andorra la Vieja. Juega en la Primera División de Andorra.

## Historia
El Club Penya Encarnada d'Andorra fue fundado en 2009 como una asociación cultural para la promoción del fútbol y el deporte en la parroquia de Andorra la Vieja representando una parte de la comunidad benfiquista y portuguesa del país, por lo que su uniforme y escudo del club son similares al SL Benfica. Después de varios años en Segunda División, en la temporada 2014-15 logran ganar la segunda liga más importante del país y consiguen el ascenso a Primera División por primera vez en su historia.
Aunque el club descendió la temporada siguiente a la Segona Divisió, compitió en un desempate de descenso a dos partidos por un puesto en la Primera Divisió 2017-18 contra el FC Ordino. Penya Encarnada ganó 5-3 en el global y ascendió a Primera Divisió. Tras el descenso de 2018 el club volvió a la Primera División en 2020.

## Colores y símbolos
Los colores y escudo se relacionan con el club portugués S. L. Benfica. Los colores tradicionales son el negro y rojo y el escudo es similar al del club Benfica.

## Palmarés
- Segunda División de Andorra (3): 2015, 2020, 2022 .

## Temporadas
| Liga                        | Año     | Pos | PJ | PG | PE | PP | GF  | GC  | GD   | Pts |
| --------------------------- | ------- | --- | -- | -- | -- | -- | --- | --- | ---- | --- |
| Segunda División de Andorra | 2009–10 | 7   | 14 | 1  | 0  | 13 | 13  | 57  | −44  | 3   |
| Segunda División de Andorra | 2010–11 | 7   | 18 | 4  | 1  | 13 | 27  | 50  | −23  | 13  |
| Segunda División de Andorra | 2011–12 | 9   | 18 | 2  | 3  | 13 | 26  | 62  | −36  | 9   |
| Segunda División de Andorra | 2012–13 | 11  | 22 | 5  | 0  | 17 | 30  | 103 | −73  | 15  |
| Segunda División de Andorra | 2013–14 | 14  | 14 | 1  | 1  | 12 | 13  | 74  | −61  | 4   |
| Segunda División de Andorra | 2014–15 | 1   | 16 | 13 | 2  | 1  | 70  | 23  | +47  | 41  |
| Primera División de Andorra | 2015–16 | 8   | 20 | 1  | 3  | 16 | 15  | 58  | -43  | 31  |
| Segunda División de Andorra | 2016–17 | 2   | 23 | 17 | 4  | 2  | 89  | 27  | +62  | 55  |
| Primera División de Andorra | 2017–18 | 8   | 27 | 3  | 2  | 22 | 15  | 126 | -111 | 11  |
| Segunda División de Andorra | 2018–19 | 4   | 23 | 15 | 2  | 6  | 70  | 31  | +39  | 47  |
| Segunda División de Andorra | 2019–20 | 1   | 16 | 15 | 1  | 0  | 53  | 7   | +46  | 46  |
| Primera División de Andorra | 2020–21 | 8   | 20 | 2  | 1  | 17 | 14  | 74  | -60  | 7   |
| Segunda División de Andorra | 2021–22 | 1   | 26 | 21 | 4  | 1  | 120 | 21  | +99  | 67  |
| Primera División de Andorra | 2022–23 | 5   | 28 | 6  | 9  | 13 | 25  | 46  | -21  | 27  |
| Primera División de Andorra | 2023–24 | 5   | 27 | 13 | 5  | 9  | 45  | 34  | +11  | 44  |
| Primera División de Andorra | 2024–25 | 7   | 27 | 9  | 6  | 12 | 32  | 46  | -14  | 301 |

## Entrenadores
- Vicente Muñoz (?–noviembre de 2017)[7]
- Llorenç Codoñés (noviembre de 2017–?)[7]
- Albert Jansà (2020)[8]
- Albert Samsó (2021)[9]
- Richard Imbernón (?–diciembre de 2022)[10]
- Alejandro Esteve (?–enero de 2024)[11]
- Javier García (enero de 2024–presente)[2]